# 全国民放AMラジオ47局統一キャンペーン あなたに伝えたい〜言い出せなかった"ありがとう"
『全国民放AMラジオ47局統一キャンペーン あなたに伝えたい～言い出せなかった"ありがとう"』（ぜんこくみんぽうエーエムラジオよんじゅうななきよくとういつキャンペーン あなたにつたえたい いいだせなかった ありがとう）は、NTTドコモから発売された「RADIDEN」のキャンペーンとして発足したものである。

## 概要
- 2005年8月29日にキャンペーン発表記者会見をニッポン放送の「イマジンスタジオ」で開催した。司会はTBSラジオの中村尚登、文化放送アナウンサーの野村邦丸、ニッポン放送アナウンサーの上柳昌彦が担当した。上柳が総合司会を担当した。キャンペーンキャラクターに歌手の松田聖子を起用した。
- 2005年9月1日から9月30日まで、各放送局で「あなたに伝えたい～言い出せなかった"ありがとう"」を募集する。
- 2005年9月21日にキャンペーンソング「しあわせな気持ち」が発売された。それに合わせてこの日の7:50 - 17:50に「AM全局をラジオジャック」と銘打って松田聖子がキャンペーン協賛局に各10分ずつ登場した。ニッポン放送の第4スタジオから各放送局とつないで放送した。
- 2005年11月27日に「全国民放AMラジオ47局統一キャンペーン 特別番組 あなたに伝えたい～言い出せなかった"ありがとう"」を放送した。出演は松田聖子と上柳昌彦だった。9月に募集した「あなたに伝えたい～言い出せなかった"ありがとう"」を発表した。

## キャンペーン実施局
- ニッポン放送
- TBSラジオ
- 文化放送
- ラジオ日本
- 北海道放送
- STVラジオ
- 青森放送
- IBC岩手放送
- 秋田放送
- 東北放送
- 山形放送
- ラジオ福島
- 茨城放送
- 栃木放送
- 新潟放送
- 信越放送

- 山梨放送
- 北日本放送
- 北陸放送
- 福井放送
- 静岡放送
- 中部日本放送
- 東海ラジオ
- 岐阜ラジオ
- 和歌山放送
- KBS京都
- 毎日放送
- 朝日放送
- ラジオ大阪
- ラジオ関西
- 山陰放送
- 山陽放送

- 中国放送
- 山口放送
- 西日本放送
- 四国放送
- 南海放送
- 高知放送
- RKB毎日放送
- 九州朝日放送
- 長崎放送
- 大分放送
- 熊本放送
- 宮崎放送
- 南日本放送
- 琉球放送
- ラジオ沖縄